# Liga Romena de Basquetebol de 2024-25
A Temporada da Liga Romena de Basquetebol de 2024-25 (oficialmente Liga Națională de Baschet Masculin Gética 95) foi a 74ª edição da principal competição entre clubes profissionais de basquetebol da Romênia. Possui contrato de direitos de nome com a empresa romena do setor energético. A equipe do U-Banca Transilvania Cluj é o atual tetracampeão e busca ampliar suas conquistas (são sete desde 2016-17). 
Entre 7 de setembro de 2024 e 16 de fevereiro de 2025 foi disputada a Copa da Romênia com "Final Eight" organizado em Oradea com os finalistas. A equipe da casa fez a final contra o CSO Voluntari e foi vencida (83-93), fato que coroou Voluntari com o terceiro título da Copa. (Vide:Copa da Romênia - Oradea 2025) 
O U-Banca Transilvania Cluj disputando novamente a EuroCopa alcançou as Quartas de finais onde foi derrotado para Valência. O ponto alto ficou para o CSO Voluntari que conquistou seu primeiro título internacional ao derrotar os britânicos do Newcastle Eagles na Liga Norte Europeia (ENBL).(Vide:Clubes romenos em competições internacionais) 

## Equipes participantes
|         | Clube                      | Cidade         | Arena                     | Capacidade |
| ------- | -------------------------- | -------------- | ------------------------- | ---------- |
|         | CSU Sibiu                  | Sibiu          | Transilvania Sibiu        | 1 850      |
|         | CS Dinamo Bucuresti        | Bucareste      | Dinamo Polyvalent Hall    | 2 538      |
|         | CS Rapid Bucuresti         | Bucareste      | Sala Rapid                | 1 500      |
|         | CS Valcea 1924             | Râmnicu Vâlcea | Sala Sporturilor „Traian” | 3 126      |
| Aumento | Steaua București           | Bucareste      | Sala Polivalentă          | 5 300      |
|         | CSM BBA Petrolul Ploiesti  | Ploiești       | Sala Olimpia              | 3 500      |
|         | CSM Corona Brasov          | Brașov         | DP Colibasi Brasov        | 1 700      |
|         | CSM Constanța              | Constança      | Sala Sporturilor          | 1 500      |
|         | CSM Oradea                 | Oradea         | Arena Antonio Alexe       | 2 500      |
|         | CSM Galati                 | Galați         | Dunărea                   | 1 500      |
|         | CSM Târgu Mureș            | Târgu Mureș    | Sala Sporturilor          | 2 000      |
|         | CSO Voluntari              | Voluntari      | Gabriela Szabo Voluntari  | 1 100      |
|         | FC Arges Pitesti           | Pitești        | Trivale                   | 2 000      |
|         | SCM winsed.swiss Timisoara | Timișoara      | Sala Constantin Jude      | 2 200      |
|         | SCM U Craiova              | Craiova        | Polivalenta Craiova       | 4 215      |
|         | U-BT Cluj-Napoca           | Cluj-Napoca    | Polivalenta Cluj-Napoca   | 9 300      |

|  |                                           |
|  | Promovido da Liga I na temporada anterior |
|  | Atual campeão da Copa da Romênia          |
|  | Atual campeão da Liga Nacional            |

## Temporada regular

### Classificação
| Pos. | Clube                      | J  | V  | D  | P+ / P-   | P  | Classificação |
| ---- | -------------------------- | -- | -- | -- | --------- | -- | ------------- |
| 1    | CSM CSU Oradea             | 30 | 27 | 3  | 2576/2129 | 57 | Playoffs      |
| 2    | U-Banca Transilvania Cluj  | 30 | 24 | 6  | 2837/2348 | 54 | Playoffs      |
| 3    | CS Valcea 1924             | 30 | 22 | 8  | 2609/2404 | 52 | Playoffs      |
| 4    | CSO Voluntari              | 30 | 22 | 8  | 2779/2435 | 52 | Playoffs      |
| 5    | CSM Corona Brasov          | 30 | 21 | 9  | 2534/2373 | 51 |               |
| 6    | FC Argeș Pitești           | 30 | 20 | 10 | 2400/2216 | 50 |               |
| 7    | CS Rapid Bucuresti         | 30 | 16 | 14 | 2443/2400 | 46 |               |
| 8    | SCMU Craiova               | 30 | 15 | 15 | 2376/2356 | 45 |               |
| 9    | SCM winsed.swiss Timisoara | 30 | 14 | 16 | 2347/2394 | 44 | Playouts      |
| 10   | CSM Târgu Mureș            | 30 | 13 | 17 | 2639/2704 | 43 | Playouts      |
| 11   | CSU Sibiu                  | 30 | 13 | 17 | 2381/2558 | 43 | Playouts      |
| 12   | CS Dinamo Bucuresti        | 30 | 12 | 18 | 2367/2437 | 42 | Playouts      |
| 13   | Steaua București           | 30 | 11 | 19 | 2425/2525 | 41 | Playouts      |
| 14   | CSM Galati                 | 30 | 4  | 26 | 2475/2943 | 34 | Playouts      |
| 15   | CSM Constanța              | 30 | 4  | 26 | 2396/2885 | 34 | Playouts      |
| 16   | CSM BBA Petrolul Ploiesti  | 30 | 2  | 28 | 2188/2665 | 32 | Playouts      |

fonte: frbaschet.ro

### Confrontos
| Casa\Visitante             | SIB    | DIN    | RAP    | VAL     | STE     | PLO    | BRA    | CON    | ORA    | GAL    | TMU     | VOL    | PIT    | TIM    | CRA    | CLU     |
| -------------------------- | ------ | ------ | ------ | ------- | ------- | ------ | ------ | ------ | ------ | ------ | ------- | ------ | ------ | ------ | ------ | ------- |
| CSU Sibiu                  |        | 94-89  | 70-80  | 87-89   | 91-69   | 77-83  | 77-68  | 100-91 | 64-93  | 94-82  | 73-88   | 80-75  | 63-78  | 69-81  | 80-67  | 88-83   |
| CS Dinamo Bucuresti        | 92-101 |        | 86-80  | 59-69   | 77-69   | 85-63  | 72-91  | 93-71  | 55-71  | 103-88 | 87-84   | 69-88  | 107-61 | 90-73  | 67-87  | 93-88   |
| CS Rapid Bucuresti         | 72-70  | 83-94  |        | 114-122 | 86-69   | 94-69  | 67-79  | 107-61 | 83-91  | 94-78  | 76-89   | 81-99  | 79-73  | 78-76  | 76-56  | 75-91   |
| CS Valcea 1924             | 90-64  | 81-67  | 68-72  |         | 104-89  | 93-83  | 74-68  | 101-70 | 79-78  | 114-89 | 99-92   | 92-85  | 68-63  | 78-69  | 82-71  | 88-92   |
| Steaua București           | 75-82  | 85-80  | 68-78  | 86-83   |         | 98-73  | 90-62  | 83-82  | 77-82  | 102-51 | 103-80  | 68-75  | 56-91  | 57-70  | 67-68  | 90-116  |
| CSM BBA Petrolul Ploiesti  | 78-83  | 79-87  | 76-86  | 77-86   | 83-85   |        | 57-67  | 78-82  | 75-85  | 99-94  | 76-102  | 78-110 | 67-86  | 60-72  | 57-96  | 66-88   |
| CSM Corona Brasov          | 113-80 | 95-83  | 79-66  | 98-87   | 85-74   | 100-79 |        | 98-67  | 66-92  | 92-78  | 80-75   | 68-85  | 80-79  | 85-71  | 89-82  | 67-107  |
| CSM Constanța              | 94-83  | 56-94  | 78-80  | 55-92   | 88-90   | 82-72  | 84-117 |        | 87-102 | 99-88  | 114-117 | 93-107 | 74-82  | 75-109 | 69-90  | 85-114  |
| CSM Oradea                 | 80-81  | 86-57  | 86-73  | 90-62   | 94-67   | 82-66  | 64-58  | 93-75  |        | 95-69  | 107-90  | 93-66  | 85-59  | 75-59  | 81-58  | 73-92   |
| CSM Galati                 | 83-92  | 88-84  | 68-100 | 71-92   | 100-104 | 79-75  | 84-96  | 113-93 | 87-104 |        | 83-93   | 80-115 | 76-105 | 84-69  | 88-99  | 77-109  |
| CSM Târgu Mureș            | 89-75  | 81-75  | 74-81  | 77-99   | 96-94   | 92-76  | 96-106 | 110-98 | 65-106 | 109-87 |         | 95-103 | 77-79  | 81-77  | 89-76  | 102-104 |
| CSO Voluntari              | 112-68 | 104-75 | 85-84  | 92-90   | 98-78   | 98-63  | 85-94  | 98-74  | 76-78  | 116-88 | 110-96  |        | 67-59  | 90-66  | 107-73 | 87-102  |
| FC Arges Pitesti           | 79-72  | 71-58  | 99-83  | 75-70   | 77-83   | 77-48  | 84-72  | 95-82  | 67-76  | 109-75 | 86-73   | 100-92 |        | 90-79  | 72-70  | 75-84   |
| SCM winsed.swiss Timisoara | 83-81  | 84-70  | 87-79  | 79-84   | 88-85   | 97-79  | 62-99  | 88-80  | 71-75  | 87-86  | 92-83   | 81-92  | 72-81  |        | 68-63  | 85-90   |
| SCMU Craiova               | 102-82 | 71-70  | 67-72  | 95-73   | 90-78   | 102-89 | 76-78  | 83-78  | 84-87  | 91-83  | 80-71   | 65-78  | 77-85  | 85-78  |        | 73-65   |
| U-BT Cluj-Napoca           | 100-60 | 99-79  | 92-65  | 97-100  | 95-86   | 100-64 | 96-84  | 108-59 | 6-72   | 109-78 | 102-73  | 104-84 | 81-67  | 70-74  | 98-79  |         |

## Playouts
|  | Quartas de final | Quartas de final  | Quartas de final |             |                  | Semifinais  | Semifinais | Semifinais |  |  | Final | Final     | Final |
|  |                  |                   |                  |             |                  |             |            |            |  |  |       |           |       |
|  |                  |                   |                  |             |                  |             |            |            |  |  |       |           |       |
|  | 9                | Timisoara         | 3                |             |                  |             |            |            |  |  |       |           |       |
|  | 16               | Petrolul Ploiești | 0                |             |                  |             |            |            |  |  |       |           |       |
|  | 16               | Petrolul Ploiești | 0                |             | 9                | Timisoara   | 2          |            |  |  |       |           |       |
|  |                  |                   |                  |             | 9                | Timisoara   | 2          |            |  |  |       |           |       |
|  |                  | 13                | Steaua Bucarești | 0           |                  |             |            |            |  |  |       |           |       |
|  | 12               | 13                | Steaua Bucarești | 0           | Dinamo București | 2           |            |            |  |  |       |           |       |
|  | 12               |                   |                  |             | Dinamo București | 2           |            |            |  |  |       |           |       |
|  | 13               | Steaua Bucarești  | 3                |             |                  |             |            |            |  |  |       |           |       |
|  |                  |                   |                  |             |                  |             |            |            |  |  | 9     | Timisoara | 2     |
|  |                  |                   | 10               | Târgu Mureș | 0                |             |            |            |  |  |       |           |       |
|  | 10               | Târgu Mureș       | 3                |             |                  |             |            |            |  |  |       |           |       |
|  | 15               | Constanța         | 0                |             |                  |             |            |            |  |  |       |           |       |
|  | 15               | Constanța         | 0                |             | 10               | Târgu Mureș | 2          |            |  |  |       |           |       |
|  |                  |                   |                  |             | 10               | Târgu Mureș | 2          |            |  |  |       |           |       |
|  |                  | 11                | Sibiu            | 0           |                  |             |            |            |  |  |       |           |       |
|  | 11               | 11                | Sibiu            | 0           | Sibiu            | 3           |            |            |  |  |       |           |       |
|  | 11               |                   |                  |             | Sibiu            | 3           |            |            |  |  |       |           |       |
|  | 14               | Galați            | 0                |             |                  |             |            |            |  |  |       |           |       |

### 13º ao 16º lugar
| Time 1              | Série | Time 2                    | 1º Jogo  | 2º Jogo | 3º Jogo | 4º Jogo | 5º Jogo |
| ------------------- | ----- | ------------------------- | -------- | ------- | ------- | ------- | ------- |
| CS Dinamo Bucuresti | 3 - 0 | CSM BBA Petrolul Ploiesti | 95 - 69  | 75 - 68 | 93 - 76 | -       | -       |
| CSM Galati          | 3 - 0 | CSM Constanța             | 99 - 102 | 97- 93  | 94 - 86 | 92 - 63 | -       |

### 13º e 14º lugares
| Time 1              | Série | Time 2     | 1º Jogo | 2º Jogo  | 3º Jogo |
| ------------------- | ----- | ---------- | ------- | -------- | ------- |
| CS Dinamo Bucuresti | 2 - 0 | CSM Galati | 92 - 73 | 111 - 93 | -       |

### 15º e 16º lugares
| Time 1                    | Série | Time 2        | 1º Jogo | 2º Jogo | 3º Jogo |
| ------------------------- | ----- | ------------- | ------- | ------- | ------- |
| CSM BBA Petrolul Ploiesti | 3 - 0 | CSM Constanța | 97 - 58 | 85 - 57 | 92 - 64 |

- O CSM Constanța após disputa dos Playouts, foi rebaixado para Liga I[8]

## Playoffs

### 5º ao 8 lugar
| Time 1            | Série | Time 2             | 1º Jogo | 2º Jogo | 3º Jogo |
| ----------------- | ----- | ------------------ | ------- | ------- | ------- |
| CSM Corona Brasov | 2 - 0 | SCMU Craiova       | 95 - 79 | 78- 70  | -       |
| FC Argeș Pitești  | 2 - 0 | CS Rapid Bucuresti | 61 - 64 | 71 - 65 | -       |

### 7º e 8º lugares
| Time 1            | Série | Time 2                  | 1º Jogo | 2º Jogo | 3º Jogo |
| ----------------- | ----- | ----------------------- | ------- | ------- | ------- |
| (8º) SCMU Craiova | 0 - 2 | CS Rapid Bucuresti (7º) | 77 - 71 | 99 - 76 | -       |

### 5º e 6º lugares
| Time 1                 | Série | Time 2                | 1º Jogo | 2º Jogo | 3º Jogo |
| ---------------------- | ----- | --------------------- | ------- | ------- | ------- |
| (5º) CSM Corona Brasov | 0 - 2 | FC Argeș Pitești (5º) | 89 - 85 | 77 - 72 | -       |

#### Quartas de final
| Time 1                    | Série | Time 2             | 1º Jogo  | 2º Jogo  | 3º Jogo | 4º Jogo | 5º Jogo |
| ------------------------- | ----- | ------------------ | -------- | -------- | ------- | ------- | ------- |
| CSM CSU Oradea            | 3 - 0 | SCMU Craiova       | 89 - 72  | 101 - 87 | 65 - 60 | -       | -       |
| CSO Voluntari             | 3 - 1 | CSM Corona Brasov  | 91 - 84  | 96 - 90  | 74 - 77 | 84 - 82 | -       |
| U-Banca Transilvania Cluj | 3 - 0 | CS Rapid Bucuresti | 107 - 66 | 86 - 67  | 91 - 73 | -       | -       |
| CS Valcea 1924            | 3 - 0 | FC Argeș Pitești   | 77 - 73  | 79 - 76  | 76 - 74 | -       | -       |

#### Semifinal
| Time 1                    | Série | Time 2         | 1º Jogo  | 2º Jogo | 3º Jogo | 4º Jogo | 5º Jogo |
| ------------------------- | ----- | -------------- | -------- | ------- | ------- | ------- | ------- |
| CSM CSU Oradea            | 3 - 2 | CSO Voluntari  | 91 - 95  | 86 - 61 | 90 - 82 | 74 - 80 | 90 - 86 |
| U-Banca Transilvania Cluj | 3 - 0 | CS Valcea 1924 | 105 - 85 | 93 - 73 | 81 - 77 | -       | -       |

#### Decisão de terceiro colocado
| Time 1         | Série | Time 2        | 1º Jogo | 2º Jogo | 3º Jogo  | 4º Jogo | 5º Jogo |
| -------------- | ----- | ------------- | ------- | ------- | -------- | ------- | ------- |
| CS Valcea 1924 | 3 - 2 | CSO Voluntari | 91 - 89 | 72 - 61 | 98 - 114 | 72 - 80 | 91 - 89 |

#### Final
| Time 1         | Série | Time 2           | 1º Jogo | 2º Jogo | 3º Jogo | 4º Jogo | 5º Jogo |
| -------------- | ----- | ---------------- | ------- | ------- | ------- | ------- | ------- |
| CSM CSU Oradea | 2 - 3 | U-BT Cluj-Napoca | 82 - 89 | 80 - 68 | 74 - 68 | 83 - 92 | 67 - 68 |

## Premiação
| Liga Națională 2024–25                 |
| Roménia                                |
| -------------------------------------- |
| U-Banca Transilvania Cluj (10° título) |

MVP das finais:  Zavier Simpson 

## Copa da Romênia - Oradea 2025
A Copa da Romênia na temporada 2024-25 foi disputada em fases (oitavas de finais e quartas de finais) em jogo único tendo. A fase de Quartas de finais ficou marcada para ser disputada por Final Eight (como é costumeiramente disputadas as Copas na Itália, Espanha, Grécia, Brasil) na Arena Oradea em Oradea entre 12 e 16 de fevereiro de 2025. Uma das grandes surpresas foi a forte equipe do U-BT Cluj-Napoca ser eliminado para o futuro campeão CSO Voluntari.

### Quartas de finais
Arena Oradea, Oradea,12 e 13 de fevereiro 2025
| Time 1                    | Placar   | Time 2                     |
| ------------------------- | -------- | -------------------------- |
| U-Banca Transilvania Cluj | 95 - 101 | CSO Voluntari              |
| CSM Constanța             | 80 - 94  | CSM Târgu Mureș            |
| CSM CSU Oradea            | 87 - 56  | SCM winsed.swiss Timisoara |
| FC Argeș Pitești          | 76 - 69  | SCMU Craiova               |

### Semifinais
Arena Oradea, Oradea, 14 de fevereiro
| Time 1         | Placar  | Time 2           |
| -------------- | ------- | ---------------- |
| CSO Voluntari  | 94 - 76 | CSM Târgu Mureș  |
| CSM CSU Oradea | 74 - 57 | FC Argeș Pitești |

### Final
Arena Oradea, Oradea, 16 de fevereiro
| Time 1        | Placar  | Time 2         |
| ------------- | ------- | -------------- |
| CSO Voluntari | 93 - 83 | CSM CSU Oradea |

### Premiação
| Copa da Romênia de 2025 |
| ----------------------- |
| CSO Voluntari 3º Título |

## Clubes romenos em competições internacionais
| Clube            | Competição        | TR | TR | PO | PO | Resultado                                                                              |
| Clube            | Competição        | V  | D  | V  | D  | Resultado                                                                              |
| ---------------- | ----------------- | -- | -- | -- | -- | -------------------------------------------------------------------------------------- |
| Cluj-Napoca      | EuroCopa          | 10 | 8  | -  | -  | Classificado - como 5º colocado no Grupo B na temporada regular                        |
| Cluj-Napoca      | EuroCopa          | -  | -  | 1  | 0  | Classificado - vencendo Wolves Twinsbet Vilnius (100-99)                               |
| Cluj-Napoca      | EuroCopa          | -  | -  | 0  | 1  | Eliminado - derrotado por Valencia Basket (74-98)                                      |
| Oradea           | Liga dos Campeões | -  | -  | 1  | 1  | Eliminado - na segunda rodada de classificação no Torneio 3 derrotado por PAOK (80-81) |
| Oradea           | Copa Europeia     | 5  | 1  | -  | -  | Classificado - como 1º colocado no Gr. E da temporada regular                          |
| Oradea           | Copa Europeia     | 3  | 3  | -  | -  | Eliminado - como 3º colocado no Gr. M da segunda ronda                                 |
| CSM Constança    | Copa Europeia     | -  | -  | 1  | 1  | Classificado - vencendo BC Dnipro (69-71, 84-71 +11) na fase classificatória           |
| CSM Constança    | Copa Europeia     | 0  | 6  | -  | -  | Eliminado - como 4º colocado no Gr. C da temporada regular                             |
| FC Arges Pitesti | Copa Europeia     | 3  | 3  | -  | -  | Eliminado - como 2º colocado no Gr. E da temporada regular                             |
| CSO Voluntari    | ENBL              | 6  | 2  | -  | -  | Classificado - como 2º colocado no Gr. A da temporada regular                          |
| CSO Voluntari    | ENBL              | -  | -  | 2  | 0  | Classificado - vencendo Légia Varsóvia (95-81, 102-87) nas quartas de finais           |
| CSO Voluntari    | ENBL              | -  | -  | 1  | 0  | Classificado - vencendo Inter Bratislava (107-103) nas semifinais                      |
| CSO Voluntari    | ENBL              | -  | -  | 1  | 0  | Campeão - vencendo Newcastle Eagles (95-82)                                            |
| Dinamo Bucuresti | ENBL              | -  | -  | -  | 0- | Eliminado - como 7º colocado no Gr. B da temporada regular                             |